# Augusta de Áustria-Toscana
Augusta Fernanda de Áustria-Toscana (em italiano: Augusta Ferdinanda Luisa Maria Giovanna Giuseppa d'Asburgo-Lorena; Florença, 1 de abril de 1825 - Munique, 26 de abril de 1864) foi princesa da Toscana e arquiduquesa da Áustria por nascimento e princesa da Baviera pelo casamento.

## Biografia
Augusta foi a segunda filha de Leopoldo II da Toscana e de sua primeira esposa, a princesa Maria Ana da Saxônia. Seus avós paternos foram Fernando III, grão-duque da Toscana e Luísa das Duas Sicílias e seus avós maternos foram Maximiliano da Saxônia e Carolina de Parma. Orfã de mãe aos sete anos de idade, Augusta e suas irmãs foram criadas pela princesa Maria Antonia de Bourbon-Duas Sicílias, com quem seu pai se casou em 1833.

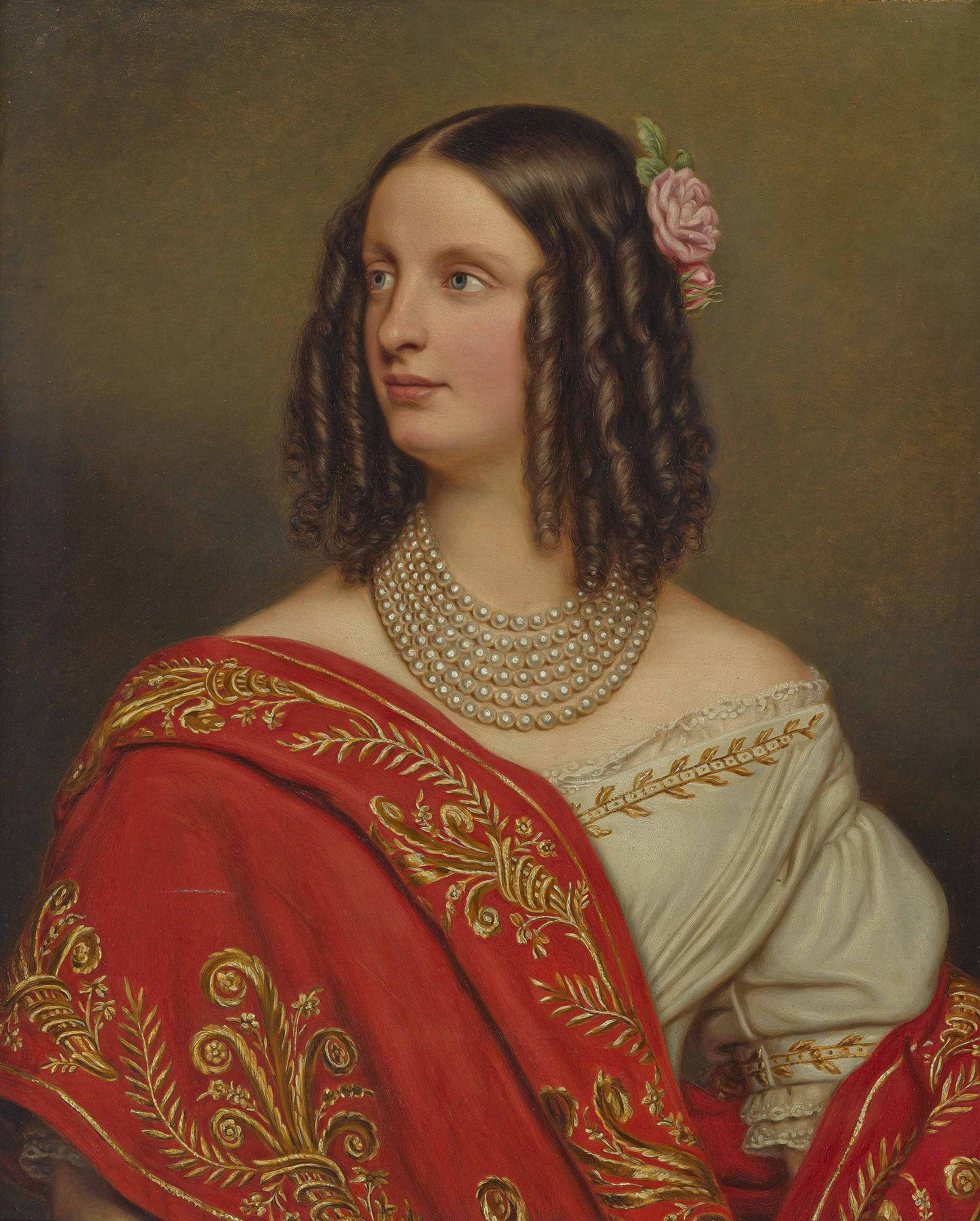
Auguste Ferdinande - Princesa Luitpold da Baviera, década de 1850

Entre outros, foi retratada por Stieler, e exposta na galeria da beleza.